# Nasr Abu Zayd

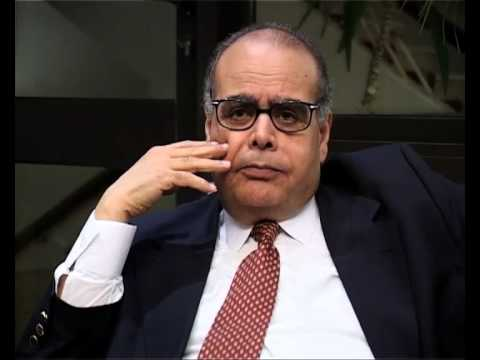
Nasr Abu Zayd

Nasr (Hamid) Abu Zayd (Arabisch: نصر حامد أبو زيد) (Tanta, 10 juli 1943 - Caïro, 5 juli 2010) was een Egyptisch hoogleraar in de islam die woonde en werkte in Nederland.
Nasr Abu Zayd was een specialist in de studie van de Koran en de mystieke filosofie. Door zijn kritiek op de sharia kwam hij in aanvaring met islamitische fundamentalisten in Egypte. Hij werd bestempeld tot geloofsafvallige en moest in 1995 uitwijken.
In 1981 had hij zijn doctoraat in Arabisch en islamitische studies met de vermelding 'cum laude' aan de Universiteit van Caïro behaald. Hier bleef hij werken tot 1995.
In dat jaar werd hij vervolgd door de Egyptische (religieuze) autoriteiten omdat hij de Koran niet alleen als een religieus, maar ook als een mythisch en literair werk beschouwde. Hij werd tot afvallige verklaard. Hij moest van zijn vrouw, Ibtihal Yunis, een hoogleraar Romaanse talen, scheiden (zij kon als moslima niet getrouwd zijn met een afvallige). Omdat zij dat weigerden werd hij door fundamentalistische groeperingen met de dood bedreigd, waarop zij besloten te vluchten. Omdat Abu Zayd al enkele gastcolleges in Nederland had gegeven lag het voor de hand om politiek asiel in Nederland aan te vragen.
In 2000-2001 bekleedde Abu Zayd de Cleveringa-leerstoel aan de Universiteit Leiden. In 2004 aanvaardde hij de Ibn Rushd-leerstoel voor humanisme en islam aan de Universiteit voor Humanistiek te Utrecht. Hij was verder verbonden aan de Universiteit Leiden en het Wissenschaftskollege in Berlijn. Nadat een zeldzame, moeilijk diagnosticeerbare ziekte bij hem werd vastgesteld, keerde hij aan het eind van zijn leven terug naar Egypte, en stierf in een ziekenhuis in Caïro.
Abu Zayd gold als groot kenner van de islamitische stromingen in de islamitische wetenschappen en stelde zich tot doel een theologie te ontwikkelen die moslims in staat stelt hun eigen tradities te verbinden met de moderne wereld van vrijheid, gelijkheid, mensenrechten en democratie. Op basis van kritisch onderzoek van de Koran en de Hadith kwam Abu Zayd onder meer tot de conclusie dat de juridische positie van de vrouw gelijk dient te zijn aan die van de man.

## Publicaties
- Mijn leven met de islam, Haarlem (Uitg. Gottmer) 2002, ISBN 90-230-1105-8
- Vernieuwing in het islamitisch denken, Amsterdam (Uitg. Bulaaq) 1996/2003, ISBN 90-5460-017-9
- Rethinking the Qur'an: Towards a Humanistic Hermeneutics, Utrecht (Humanistics University Press) 2004, ISBN 90-6665-605-0

## Onderscheidingen
2002: Four Freedoms Award voor godsdienstvrijheid